# Фьюми, Лионелло
Лионелло Фьюми (итал. Lionello Fiumi; 12 апреля 1894, Роверето, Королевство Италия — 5 мая 1973, Верона, Республика Италия) — итальянский поэт, прозаик и литературный критик.

## Биография
Родился в Роверето в 1894 году. Интерес к литературе в нём проявился ещё в раннем детстве. Ребёнком Фьюми написал роман «Тихоокеанский Робинзон», по мотивам «Робинзона Крузо» Даниэля Дефо. Вслед за этой книгой им были написаны романы «Зеленые бандиты» и «Чернокожие рабы». В 1908 году с семьей переехал в Верону. В это время им были написаны первые поэтические произведения. В подростковом возрасте пережил нервный срыв и был направлен родителями на лечение в Мюнхен. Затем некоторое время провёл в санатории на побережье Балтийского моря. За время лечения изучил немецкий язык и познакомился с современной иностранной поэзией.
В 1914 году вернулся в Италию и в Милане опубликовал свой первый сборник стихов «Пыльца». В 1921—1925 годах сотрудничал с периодическим изданием «Gazzettino Illustrato». Переехал в Париж, где жил до 1940 года. Длительное время занимался популяризацией итальянской культуры во Франции и за рубежом. Эта деятельность принесла ему звание литературного посла Италии. Творчество поэта и писателя было отмечено рядом литературных наград. В 1930 году Фьюми получил «Премию Академии Италии». В 1936 году ему была присуждена главная премия Международного поэтического общества поэтов Франции и вручён орден Почётного легиона.
Не меньшего признания со стороны современников были удостоены литературоведческие труды Фьюми. Им были написаны антологии современной итальянской поэзии и прозы, изданные во Франции в 1928 и 1933 годах. В это время он также активно сотрудничал с двуязычным франко-итальянским литературным журналом «Данте» и занимался переводами с французского языка на итальянский сочинений французских поэтов, таких как Жюль Сюпервьель и Поль Валери.

### Сочинения

#### Поэзия
- «Пыльца» (Polline, 1914; второе издание 1919).
- «Муслин» (Mùssole, 1920).
- «Всё сердце» (Tutto cuore, 1925).
- «Живучесть» (Sopravvivenze, 1931).
- «Избранные стихи» (Poesie scelte, 1934).
- «Предельная пора» (Stagione colma, 1943).
- «Избранные стихи» (Poèmes choisis, 1950).
- «На сердце тень» (Sul cuore, l’ombra, 1953).
- «Избранные стихи» (Poesie scelte, 1956).
- «Упрямство жизни» (E la vita si ostina, 1961).
- «Тридцать стихотворений» (30 poesie, 1962).
- «Выбранные стихи» (Choix de poèmes, 1962).
- «Избранные стихи (1912—1961)» (Poesie scelte (1912—1961), 1963).
- «Сорок девять стихотворений» (49 poesie, 1972).

#### Проза
- «Присмотримся вокруг» (Occhi in giro, 1923) — эссе.
- «Нидерланды между двумя днями и обратно по дороге Брюгге» (Un’Olanda fra due orari e ritorno via Bruges, 1929) — эссе.
- «Виды Антильских островов» (Immagini delle Antille, 1937) — эссе.
- «Вест-Индийские Антильские острова на двадцати шести языках» (Ex-voto antillais en vingt-six langues, 1939) — эссе.
- «Плоды жизнедеятельности» (Frutti del vivere, 1949) — эссе.
- «Но всё ещё люблю» (Ma uno ama ancora, 1951) — роман.
- «Они так видели» (Li ho veduti così, 1952) — рассказы.
- «Диалоги Ланцо» (I dialoghi di Lanzo, 1957) — эссе.
- «Они так видели в Париже» (Li ho veduti a Parigi, 1960) — рассказы.
- «Бутыль из-под полночного солнца» (La bottiglia sotto il sole di mezzanotte, 1965) — эссе.
- «Ещё раз Париж» (Ancora di Parigi, 1972) — эссе.

#### Литературоведческие труды
- «Коррадо Говони» (Corrado Govoni, 1918—1919).
- «Антология современной итальянской поэзии» (Anthologie de la poésie italienne contemporaine, 1928).
- «Итальянская литература» (Littérature italienne, 1929).
- «Итальянская культура во Франции» (La cultura italiana en Francia, 1929).
- «Антология современной итальянской прозы» (Anthologie des narrateurs italiens contemporains, 1934).
- «Супервиль, поэт относительности» (Supervielle, il poeta della relatività, 1934).
- «Современная итальянская поэзия: Ауро д’Альба» (Poesia italiana contemporanea: Auro d’Alba, 1934).
- «Большой друг Италии: Пьер де Нолак» (Un grande amico dell’Italia: Pierre de Nolhac, 1934).
- «Удача Пасколи во Франции» (Fortuna del Pascoli in Francia, 1935).
- «Благовещение Черви, поэта, умершего на горе Граппа» (Annunzio Cervi, il poeta morto sul Grappa, 1939).
- «Итальянство и итальянисты в Бельгии» (Italianismo e italianisti in Belgio, 1939).
- «Бельгийские поэты сегодня» (Poeti belgi d’oggi, 1939).
- «Друг Парнас» (Parnaso amico, 1942).
- «Жизнь страстная и авантюрная» (Vite appassionate e avventurose, 1943).
- «Берто Барбарани» (Berto Barbarani, 1950).
- «Собрание на Парнасе» (Giunta a Parnaso, 1954).
- «Ив Гандон, романист и критик» (Yves Gandon, romanziere e critico, 1954).
- «Пеллико, коклюш Стендаля» (Pellico, coqueluche de Stendhal, 1955).
- «Италия и Верона в радостных письмах президента де Броссэ» (L’Italia e Verona nelle lettere del gaio presidente de Brosses, 1955).
- «Стендаль и его предвзятость в отношении Пьемонта» (Stendhal e una sua ingiustizia verso il Pindemonte, 1956).
- «Час Кашеллы» (A hora de Cascella, 1956).
- «Кезини. Жизнь и сочинения» (Chesini. La vita e l’opera, 1961).
- «Художник Гвидо Коданьоне» (Il pittore Guido Codagnone, 1962).